# 香水 (電影)
《香水》（英語：Perfume: The Story of a Murderer）是一部2006年的德國時代心理犯罪驚悚電影，由湯姆·提克威執導。主演是班·維蕭、達斯汀·霍夫曼、艾倫·瑞克曼和瑞秋·哈伍德。湯姆·提克威與強尼·克萊梅克和萊因霍爾德·海爾負責配樂。本片是依據徐四金的1985年小說《香水》改編而成，描述一位與人類不相往來、嗅覺異常靈敏的天才葛奴乙（Grenouille），為了追尋世上最完美的香味而不惜殺人的旅程。

## 劇情
在18世纪，杀人犯让·格雷诺耶即将被斩首，在宣读罪行之时，旁白开始叙说他的生平，从他在法国某鱼市场出生时开始，幼年时拥有不凡的嗅觉。
格雷诺耶在鞣皮厂当学徒，某日送货至巴黎时，在某个街角闻到一个特殊的香味，发现一个卖李子的年轻女孩。格雷诺耶一直闻着她身上的味道，为了怕她尖叫，情急之下摀住她的口鼻，却意外地使她窒息而死。
格雷诺耶很希望能保存她的味道，后来有机会能向香水调配师巴尔迪尼学习调配香水的艺术。离开了香水师后，他前往别的城市，为了调配最完美的香水，他杀害了12名香味迷人的年轻女子，从他们身上萃出香精。女子们的相继被杀使得一时间城内风声鹤唳。
安托万担心自己女儿萝拉的安危，连夜带她逃离，但格雷诺耶还是靠着灵敏的嗅觉找到她，萃出最后的香味。不久后，格雷诺耶被抓住了。
格雷诺耶被带到一个广场处死，身上擦着他调配的香水，散发的香味使得周遭的民众和刽子手着迷，且认为他没有罪，最后全广场的民众受到香味的影响开始了群交的行为。
隔天早晨，另一个男人被逮捕了，被控告杀人且立即处死。同时，格雷诺耶回到他出生的鱼市。旁白说道：「有一件香水作不到的事，那就是它不能使他如常人一般爱人與被爱。」
最后，格雷诺耶在市街將自己的完美香水淋在自己身上，宣判了自己的死刑。眾人在香水魔力的吸引下將他撕裂並吞噬。旁白說道:「他們感到無比的幸福，因為他們知道自己為了純粹的愛去愛。」

## 演员
| 演員          | 角色                                        | 備註                                                                             |
| 班·維蕭       | 尚·巴蒂斯特·葛奴乙 Jean-Baptiste Grenouille | 一个自身没有味道却拥有异常灵敏的嗅觉的年轻人，杀害年轻女性以取得他们身上的香味。 |
| 達斯汀·霍夫曼 | 朱賽佩·巴爾迪尼 Giuseppe Baldini            | 一个雇用葛奴乙的香水调配师，教导他如何撷取香味并制造香水。                       |
| 瑞秋·哈伍德   | 蘿拉·李奇 Laura Richis                      | 李奇的女儿，受到葛奴乙的注意，她的体味是葛奴乙调配完美香水的最后配方。           |
| 艾倫·瑞克曼   | 安東萬·李奇 Antoine Richis                  | 蘿拉的父亲，担心自己女儿的安危，却无法保护她。                                   |
| 卡洛琳·荷芙絲 | 賣李子的女孩                                | 葛奴乙的第一個受害者，葛奴乙一直無法忘懷殺害她的事實。                           |
| 尊·赫         | 旁白                                        | 英語版本                                                                         |
| 奧托·桑德     | 旁白                                        | 德語版本                                                                         |

## 票房反應
2006年10月，此片的反應不一。路透社形容此片「視覺豐富」、「劇情緊湊」；爛番茄網站上，網友投票的比例各半。
此片在歐洲有驚人的票房表現，全球有一億美元的票房。然而，片商認為此片在北美並不會有好的票房，因此只在某些電影院上映，票房為2,223,293美元。

## 相关作品

### 音樂
- 〈五月天〉 － 【香水】（收錄於2006年《為愛而生》專輯）
  - 歌曲靈感來自阿信看了此電影而寫的歌曲
- 〈超脫樂團〉-【Scentless Apprentice】（收錄於1993年《母體（專輯）》專輯）
  - 歌曲靈感來自主唱寇特·柯本讀了原著小說而寫的歌曲

## 外部連結
- 電影官方網站（英文）
- 德國的電影官方網站（德文）
- 互联网电影数据库（IMDb）上《香水》的资料（英文）
- 電影影評 （页面存档备份，存于）
- european-films.net的影評
- 電影原聲帶迷你網站